# 醫生的案子
《醫生的案子》是史蒂芬·金所著的短篇小說，是一篇仿福爾摩斯作的戲仿，最先刊登在於1987年的短篇小說集《福爾摩斯的新冒險》中，1993年，史蒂芬將故事收錄在短篇小說集《惡夢工廠》內。

## 故事簡介
警探列斯崔德遇上密室兇殺案，於是向福爾摩斯求助。死者是航運公司的東主，家財萬貫，但為人討厭，故意將遺產分給外人都不分別自己的子嗣，因此每個子嗣都有殺人的動機。不過他們在案發時，每個人都有不在場證據。最終在福爾摩斯的調查，發現死者家人共同參與這次兇殺案      